# Agrypnia varia
Agrypnia varia är en nattsländeart som först beskrevs av Fabricius 1793.  Agrypnia varia ingår i släktet Agrypnia och familjen broknattsländor. Arten är reproducerande i Sverige. Inga underarter finns listade i Catalogue of Life.

## Bildgalleri

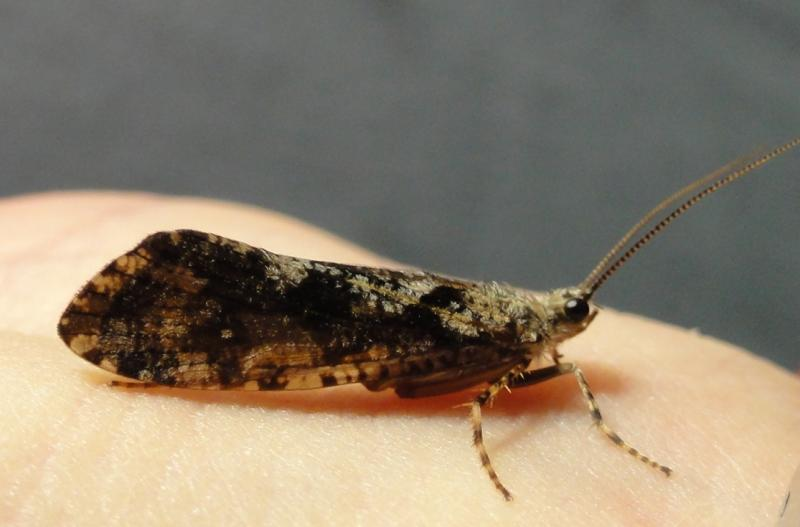